# Samantha Cristoforetti
Samantha Cristoforetti (née le 26 avril 1977 à Milan en Italie) est une ingénieur, pilote de chasse et astronaute italienne. Elle fait partie du troisième groupe d'astronautes de l'Agence spatiale européenne (ESA) sélectionné en 2009. Elle est la troisième femme astronaute de l'agence spatiale et la première femme astronaute italienne. Elle fait partie à compter du 23 novembre 2014 et pour une durée de six mois de l'équipage permanent de la Station spatiale internationale dans le cadre des expéditions 42 et 43.
Depuis cette dernière mission, Samantha Cristoforetti est l'astronaute européenne ayant effectué le séjour le plus long dans l'espace, avec un vol d'une durée de 199 jours,.

## Formation
Samantha Cristoforetti étudie à Bolzano et achève sa formation initiale au lycée scientifique de Trente en 1996. En 2001 elle obtient un master en génie mécanique à l'université technique de Munich en Allemagne où elle se spécialise dans les structures légères et les propulsions aéronautiques et spatiales. Dans le cadre de cette formation elle effectue un stage de quatre mois portant sur un projet expérimental en aérodynamique à l'École nationale supérieure de l'aéronautique et de l'espace (SUPAERO) à Toulouse, en France et rédige son mémoire de fin d'étude portant sur les propergols solides dans le cadre d'un séjour de dix mois à l'université de technologie chimique Dmitri Mendeleïev de Moscou en Russie. En 2001 Samantha entre à l'École de l'Armée de l'Air italienne à Pouzzoles et en sort en 2005 major de sa promotion. Elle décroche également en 2005 une licence en sciences aéronautiques à l'Université de Naples - Frédéric-II.

## Pilote de l'Armée de l'Air italienne
De 2005 à 2006, Samantha Cristoforetti est affectée à la Sheppard Air Force Base aux États-Unis où elle participe au programme de formation Joint Jet Pilot Training. Elle intègre en 2007 la 135e escadrille basée à Istrana (Italie) où elle poursuit sa formation sur MB-339 puis intègre en 2007 la 101e escadrille basée à Foggia où elle vole sur l'avion d'attaque au sol AMX. Samantha accumule 500 heures de vol et est capitaine dans l'armée de l'air italienne.
En décembre 2019, en désaccord, elle annonce son départ de Aeronautica Militare après 19 ans  de service. « En désaccord avec les Forces Armées, je prends congé. En toute franchise et sans controverse. ».

## Astronaute de l'Agence spatiale européenne
Samantha Cristoforetti pose sa candidature lorsque l'Agence spatiale européenne recrute son troisième groupe d'astronautes. Elle fait partie des six candidats sélectionnés en mai 2009 (sur 8 407). Elle intègre le corps des astronautes européens en septembre 2009 et achève sa formation de base en novembre 2010. Le 3 juillet 2012, elle est retenue pour faire partie d'une mission de six mois à bord de la Station spatiale internationale qui débute en novembre 2014. Elle est affectée en tant que spécialiste de mission pour le compte de l'Agence spatiale italienne (ASI)
Le 14 août 2017, Samantha Cristoforetti, en compagnie de Matthias Maurer, également astronaute de l’ESA, a rejoint seize astronautes chinois dans la ville côtière de Yantai, en Chine, pour suivre pendant neuf jours leur entraînement de survie en cas de retour du vaisseau Shenzhou en mer. Ils sont ainsi les deux premiers non-chinois à suivre un entrainement avec ces derniers dans l'optique d'un possible vol dans les prochaines années d'un astronaute européen dans un vaisseau chinois.

### Mission Futura (23 novembre 2014 - 11 juin 2015)

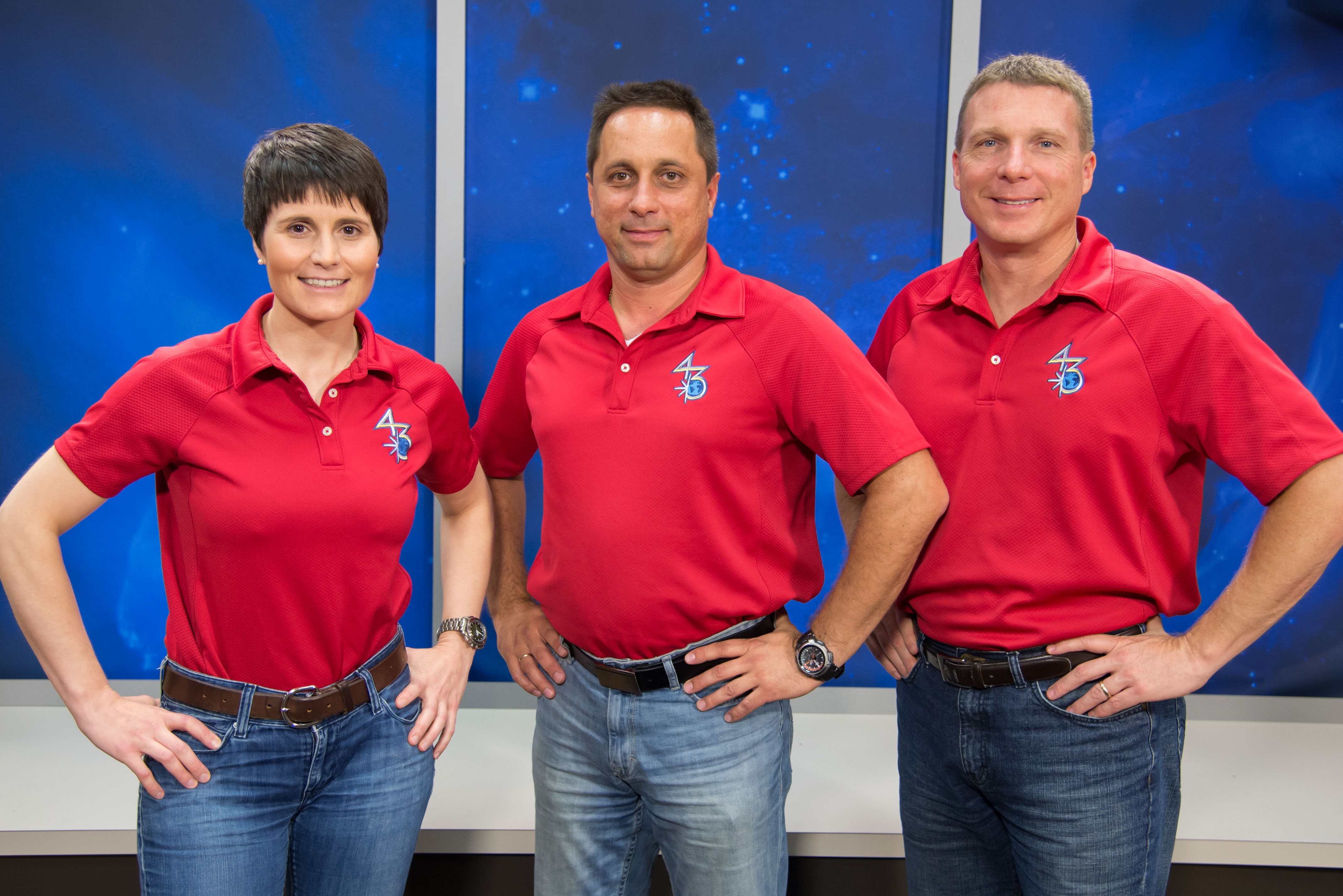
Équipage de l'expédition 42/43.

Samantha Cristoforetti rejoint la Station spatiale internationale le 23 novembre 2014 à bord du Soyouz TMA-15M et intègre l'équipage permanent dans le cadre des expéditions 42 et 43 en tant qu'ingénieure de vol. Elle prend la suite des astronautes européens Luca Parmitano et Alexander Gerst qui avaient été également recrutés en 2009. Son retour sur Terre est alors prévu en mai 2015 avec Terry Virts (USA) et Anton Shkaplerov (Russie). Sa mission se déroule normalement, mais à la suite de l'échec du vol d'un cargo Progress, le retour de l'équipage est retardé d'un mois et s'effectue le 11 juin 2015.

### Mission Minerva (2022)
Cristoforetti est désignée pour voler une seconde fois vers la Station spatiale internationale au printemps 2022. Elle vole dans le cadre de la quatrième mission du programme Commercial Crew Program de la NASA, SpaceX Crew-4 qui atteint l'ISS le 27 avril 2022. Elle prend le commandement de l'ISS le 28 septembre suivant, avant de quitter la station le 14 octobre après 169 jours de présence au cours des expéditions 67 et 68.

## Distinctions
- L'astéroïde (15006) Samcristoforetti est nommé en son honneur[9].
- Le 16 juillet 2015, le président de la République italienne Sergio Mattarella, lui attribue la distinction honorifique de grand-croix de l'ordre du Mérite de la République italienne[10].
- Docteur honoris causa de l'université libre d'Amsterdam (2018)[11]

## Galerie

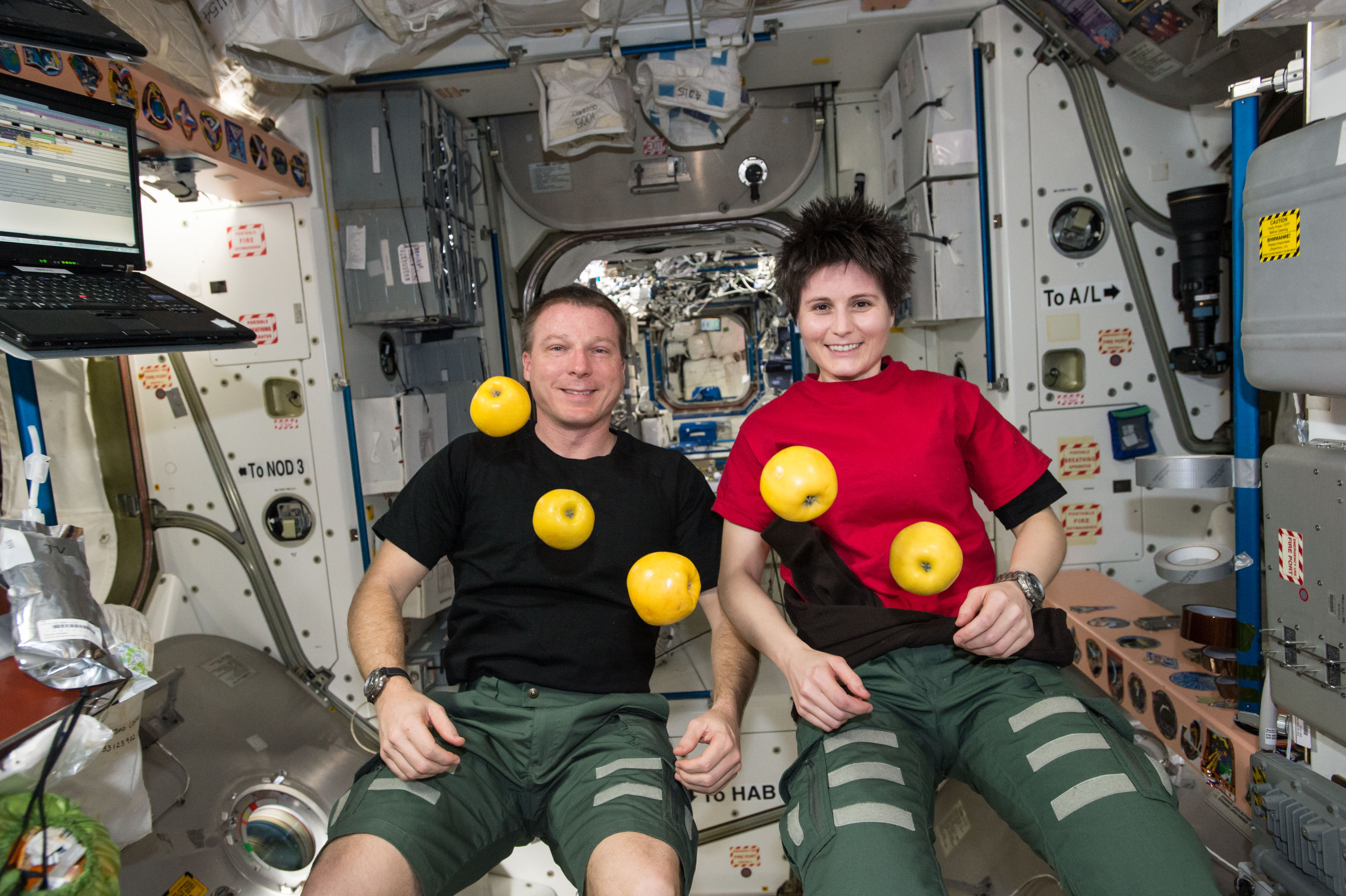
Samantha et son commandant Terry Virts jouent avec des fruits frais.
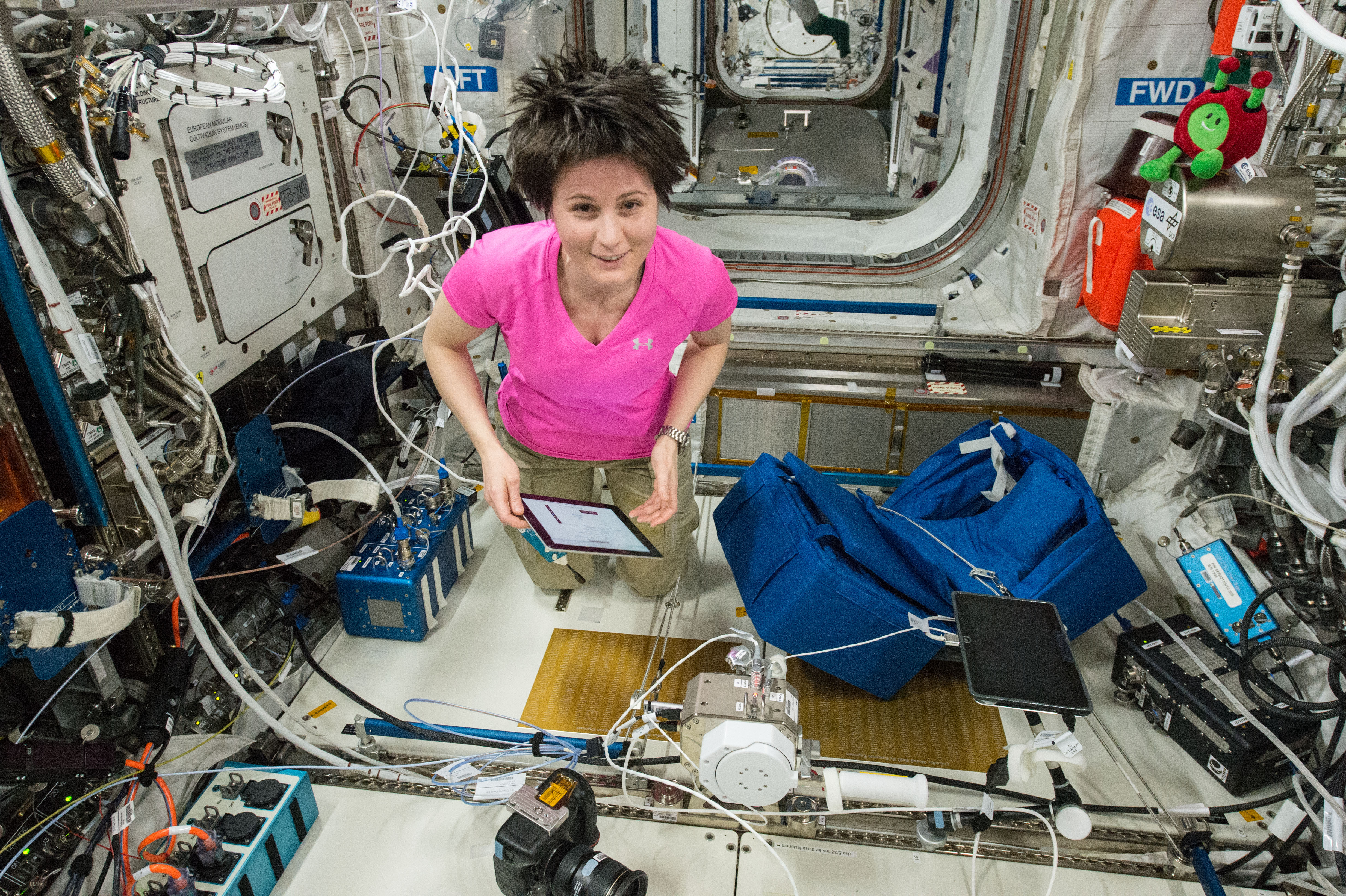
L'astronaute italienne est ici dans le laboratoire européen de l'ISS, Columbus.
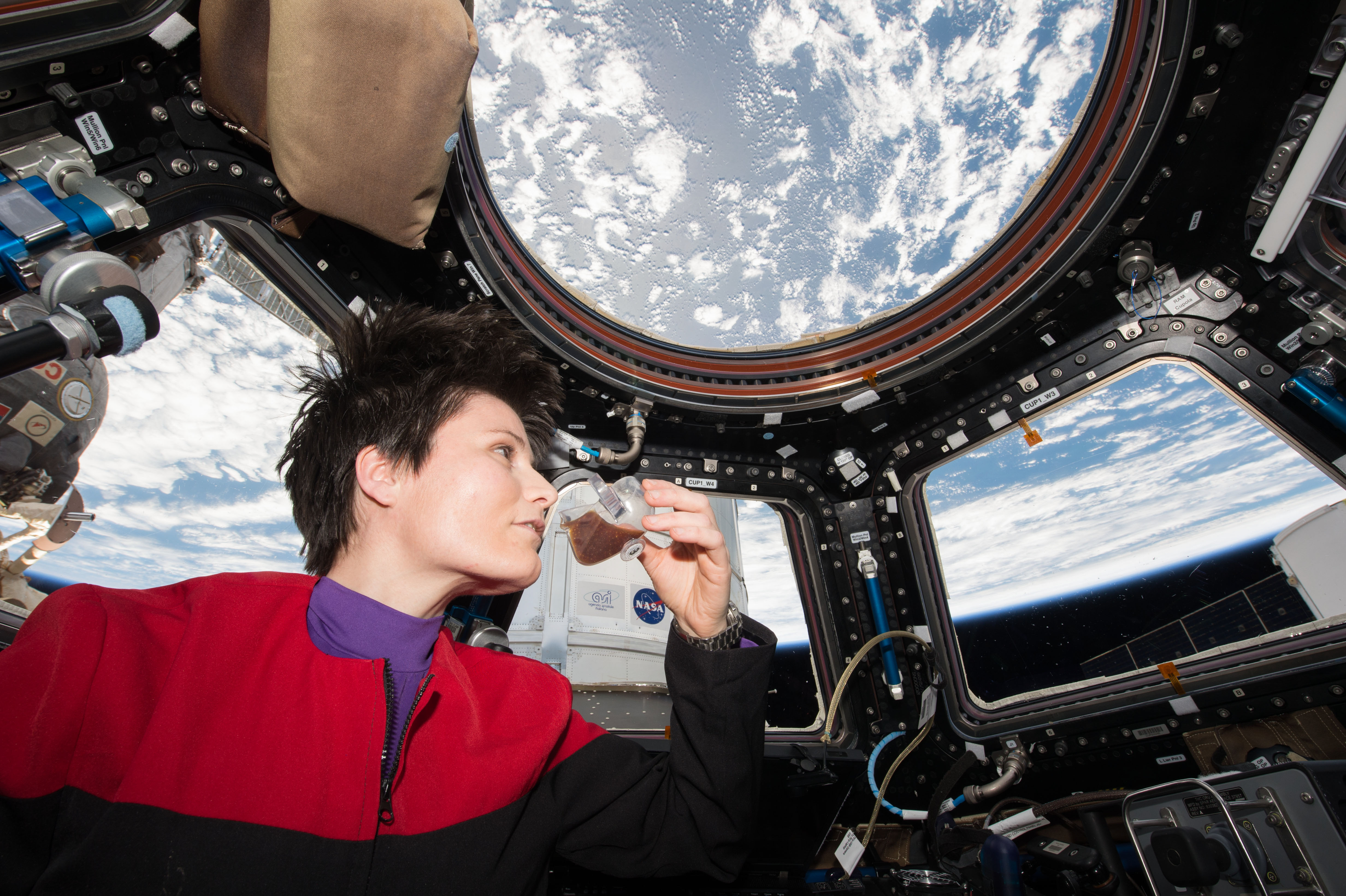
Samantha portant un uniforme de Starfleet.